# Ofelia (Cabanel)
Ofelia (Ophélie) è un dipinto di Alexandre Cabanel, realizzato nel 1883 e attualmente è in una collezione privata.

## Descrizione
Opera del periodo d'Arte accademica di Cabanel, il dipinto rappresenta la protagonista femminile dell'Amleto di William Shakespeare, Ofelia, nel momento immediatamente precedente al suo suicidio nel lago, ormai accecata dalla pazzia. Nel quadro la ragazza si sta abbandonando al suo triste destino, con la testa inclinata all'indietro, gli occhi stanchi, la mano destra e la schiena accasciate su un ramo spezzato, e la mano sinistra che stringe un ramo di salice piangente. Il vestito di colore celeste che indossa pare così leggero da galleggiare sull'acqua.
Sull'acqua ferma del lago sono adagiati anche dei fiori, tra cui margherite e primule, le stesse che compongono la corona di fiori che Ofelia ha tra i capelli biondi: questa nota floreale si può notare anche nell'Ophelia di John Everett Millais. La candida pelle della ragazza emerge nel contrastante buio della selva e dell'acquitrino, quasi illuminandosi di luce propria, che presto svanirà per sempre, con la sua morte.